# Christine Groult
Christine Groult (Caen, 1950) es una compositora francesa especializada en la música electroacústica.

## Biografía

### Estudios musicales
Groult realizó estudios en el Conservatorio de Pantin. Estudió composición electroacúsica en el Groupe de recherches musicales (GRM); asimismo realizó prácticas de composición para computadora en el IRCAM. En la Sorbona realizó estudios de musicología y lingüística.

### Carrera musical
Hizo su debut en la década de 1970, en el GRM.
Ha sido profesora  de composición electroacústica, hasta 2015, en el .Conservatorio de Pantin. Es fundadora de «Music in situ», asociación que realiza locaciones para conciertos y escenografías no convencionales, haciendo hincapié en la historia de los lugares elegidos.
Como compositora, ah trabajado piezas para sala de concierto, coreografías, instalaciones sonoras, bandas sonoras de documentales, inclinándose por un tipo de investigación de la expresividad de la música.
En 2016, participó en Heroines of Sound Festival, en Berlín. En este festival, junto con la compositora Beatriz Ferreyra, compartió su experiencia como compositora en un ambiente misógino, particularmente el del Groupe de Recherches Musicales, pues en este instituto eran tratadas como 'asistentes': "Ellas eran asignadas a ayudar en la organización de conciertos, limpiar, etiquetar cajas y llevar cerveza". Además de contar estas experiencias, tanto Ferreyra como Groult también interpretaron sus obras, a través de un «acousmonium», una especie de orquesta de altoparlantes.

## Obra

### Selección de obras
- La condition captive (2003), comisionada por el gobierno francés
- Canal instantané (2004), compuesta junto con Marco Marini
- Si je les écoutais... (2007), comisionada por el gobierno francés
- Nahash et Duo (2011-2014), compuesta junto con Beatriz Ferreyra
- À la pointe de l'instant (2016), comisionada para el festival Turbulences sonores de Montpellier

## Discografía
- 1993 : L'Heure alors s'incline... (Metamkine)
- 1993 : Lame de fond (Body & Soul)
- 2006 : Étincelles (Motus)
- 2006 : La Condition de captive (trAce Label)
- 2015 : Nahash, avec Beatriz Ferreyra (trAce Label)